# Car4Way
Car4Way je největší česká firma provozující sdílení aut, neboli carsharing. Na českém trhu působí od roku 2014, kdy začala půjčovat 12 aut. V roce 2023 provozovala flotilu přibližně tisíce pět set aut. Provozuje bezstanicové sdílení, kdy si uživatel půjčí či vrací auto kdekoliv v rámci městských zón. Patří pod skupinu Louda Holding, pod kterou patří například Louda Auto, což je jeden z největších prodejců nových aut v zemi. CAR4WAY je největší carsharingovou společností v České republice.
Jako jediný carsharing v České republice dispounuje od roku 2020 vyhrazenými parkovacími místy na letišti Václava Havla v Praze.
V roce 2023 funguje Car4Way v Praze a Brně. Provozuje zde vozy Škoda Scala, Škoda Fabia, Škoda Octavia, Škoda Karoq, Škoda Kodiaq, Škoda Superb Combi, Hyundai Tucson, Volkswagen Touran a Volkswagen Caddy. Do roku 2021 byly v nabídce carsharingu také vozy Škoda Citigo a Škoda Rapid. Jednotlivá auta obvykle bývají k dispozici na carsharingu cca jeden rok.